# I, the Mask
I, the Mask är In Flames trettonde studioalbum, utgivet den 1 mars 2019. Albumet är In Flames första med trummisen Tanner Wayne.

## Låtlista
Alla låtar är skrivna och komponerade av Anders Fridén, Björn Gelotte och Howard Benson, utom "In This Life" som är skriven av Fridén, Gelotte, Benson, Seann Bowe och Lenny Skolnik. 
| Nr           | Titel               | Längd |
| ------------ | ------------------- | ----- |
| 1.           | Voices              | 4:48  |
| 2.           | I, the Mask         | 3:41  |
| 3.           | Call My Name        | 3:33  |
| 4.           | I Am Above          | 3:49  |
| 5.           | Follow Me           | 4:55  |
| 6.           | (This Is Our) House | 4:16  |
| 7.           | We Will Remember    | 4:04  |
| 8.           | In This Life        | 3:52  |
| 9.           | Burn                | 3:43  |
| 10.          | Deep Inside         | 4:21  |
| 11.          | All the Pain        | 4:29  |
| 12.          | Stay with Me        | 5:16  |
| Total längd: | Total längd:        | 50:47 |

| 13. | Not Alone | 4:04 |

## Medverkande
- Anders Fridén – sång
- Björn Gelotte – sologitarr
- Niclas Engelin – kompgitarr
- Bryce Paul Newman – elbas
- Tanner Wayne – trummor

### Webbkällor
- I, the Mask på Encyclopaedia Metallum: The Metal Archives